# 다카야나기 잇세이
다카야나기 잇세이(일본어: 髙柳 一誠, 1986년 9월 14일 ~ )는 일본의 전 축구 선수이다.

## 구단 경력
그는 2004년부터 2018년까지 J리그의 산프레체 히로시마, 콘사돌레 삿포로, 비셀 고베, 로아소 구마모토, 레노파 야마구치 FC에서 활동하였다.